# Estadio El Mahalla
El Estadio de El Mahalla es un estadio de fútbol que está ubicado en la ciudad de El-Mahalla El-Kubra, Egipto. El Mahalla es el estadio local del Ghazl El-Mehalla, el Baladeyet El-Mahalla y el Said El-Mahalla.

## Eventos

### Copa Africana de Naciones 1974
Fue uno de los estadios utilizados para el Torneo continental de selecciones. El primer partido fue el 2 de marzo, en la victoria de Zambia por 1-0 a Costa de Marfil.
| Fecha              | Fase    | Equipo          |                            | Resultado |                            | Equipo          |
| ------------------ | ------- | --------------- | -------------------------- | --------- | -------------------------- | --------------- |
| 2 de marzo de 1974 | Grupo 1 | Zambia          | Bandera de Zambia          | 1 - 0     | Bandera de Costa de Marfil | Costa de Marfil |
| 4 de marzo de 1974 | Grupo 1 | Costa de Marfil | Bandera de Costa de Marfil | 2 - 2     | Bandera de Uganda          | Uganda          |
| 6 de marzo de 1974 | Grupo 1 | Zambia          | Bandera de Zambia          | 1 - 0     | Bandera de Uganda          | Uganda          |